# Coberus Tóbiás
Coberus Tóbiás, Kober (? – Sopron, 1625) orvos.

## Élete
1595-ben avatták orvosdoktorrá Helmstedtben. A magyar–török háború során több mint hét éven keresztül dolgozott a császári hadseregben mint tábori orvos. A háború után Sopron városi főorvosa lett. Ő írta az első rendszeres tábori orvostani munkát Magyarországon.

## Munkái
- Historica descriptio rerum circa Budam metropolin regni Ungariae mense octobri anno 1598. gestarum. Lipsiae, 1599.
- Observationum castrensium et Ungaricarum decades II. scilicet: Austriaca et Silesiaca. Francofurti, 1606.
- Observationum medicarum castrensium Hungaricarum decades tres. Helmstadii, 1685.